# 印度尼西亞醫療保健
印尼醫療保健（英語：Healthcare in Indonesia）是對印尼的醫療保健近況作簡短的敘述。
印尼的醫療保健在過去十年中有大幅的改善。印尼人的人均醫療保健支出在2018年為112美元，在2019年為120美元，各佔該國國內生產總值（GDP）的2.87%及2.9%。

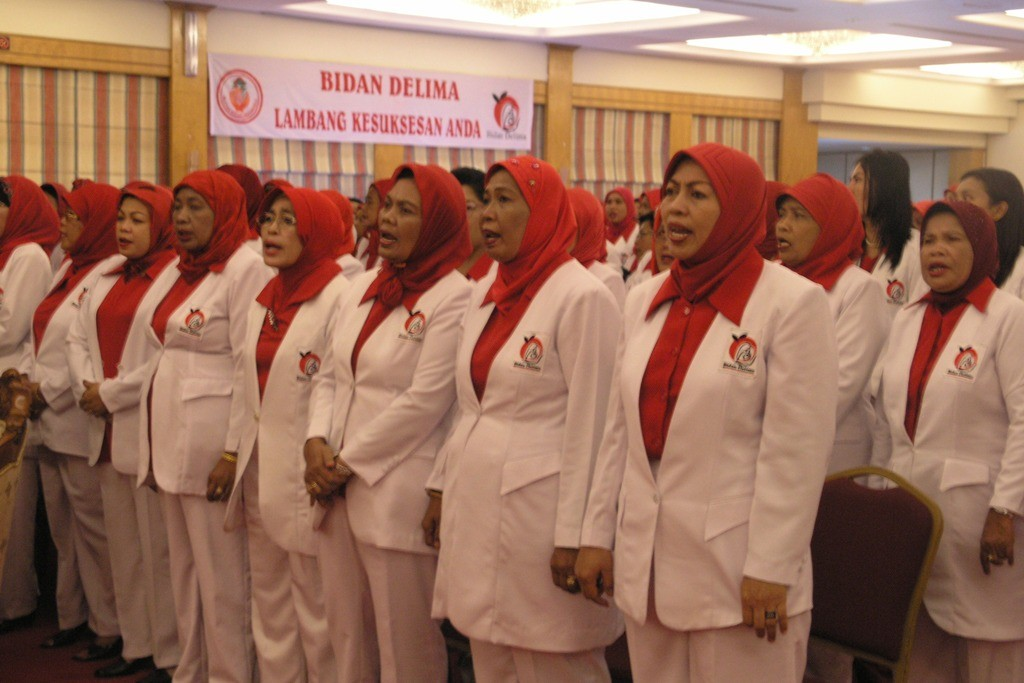
南蘇拉威西省新近認證合格的助產士。

## 現有資源
截至2019年，印尼共有2,813家醫院，其中63.5%為私營機構。根據印尼衛生部2012年的數據，當時全國共有2,454家醫院，計有305,242張病床，等於每1,000名印尼國民擁有0.9張病床。大多數醫院都位於城市地區。 
根據2012年世界銀行的數據，印尼國民每1,000人中有0.2名醫生，每1,000人中有1.2名護理人員/助產士。截至2015年，印尼所有的2,454家醫院中，有20家已獲得位於美國的聯合委員會 (JCI) 國際部的認證。 此外，印尼衛生部在全國設有有9,718個社區衛生中心，為居住於區級以下的印尼國民提供全面的醫療保健服務，也進行疫苗接種的工作。所提供的醫療方式中同時包含有傳統和現代兩種。
印尼的社區衛生系統分為三個層級：頂層為社區衛生中心（Puskesmas），其下有衛生分所，再下一層是村級的綜合衛生站。

## 全民醫療保健覆蓋
估計在2010年，印尼有56%的國民，主要是公務人員、低收入者和購買私人保險的人，擁有某種形式的醫療保險。該國在2014年啟動全民醫療保健計畫，當初預計到2019年，印尼人的醫療保險覆蓋比率將達到100%。而截至2020年，印尼受到覆蓋的人口比率約為83%（2.23億人）。這項計畫的目的是為所有住院患者提供免費的基本（第三級）病床服務。
傳統上，印尼的醫療保健服務覆蓋呈分散不均的狀態，負擔得起的人享有私人醫療保險，社會中最貧困的人僅享有基本公共醫療保險，而有些特殊的非政府組織則為那些既無公共，也無私人醫療保險計劃涵蓋的人提供服務。印尼政府在2014年1月啟動全民醫療保健計畫（JKN，“國民健康保險”）。預計醫療保健支出每年將增長12%，到2019年的總支出將達到460億美元。
根據JKN，所有印尼人將從公共醫療保健提供者，以及選擇加入的私人醫療保健提供者獲得某種系列的醫療覆蓋。公司組織的正式僱員支付相當於其每月工資的5%作為保費，其中1%由僱員本身負擔，4%則由雇主支付。非正式雇員和自僱人士每月支付25,500至59,500印尼盾（約當1.34英鎊至3.12英鎊）的固定保費。但這項全民醫療保險計劃遭到批評為過於雄心勃勃、缺乏管理能力以及未能達到改善偏遠地區醫療基礎設施的目標。JKN依照分階段方式進行。2014年1月開始的初始階段，預定將有48%的人口得到覆蓋。截至2018年4月，該計畫已有1.95億參與者（佔全國人口的75%）。預計到2019年全國人口均會受到覆蓋。負責管理這項計劃的機構BPJS Kesehatan（社會保障機構）的一名官員表示，JKN在第一年所取得的註冊會員的數目即超過目標（實際註冊會員1.334 億，而目標為1.216 億），根據一項獨立調查顯示，使用者滿意度為81%，對JKN的認知度為95%，投訴平均在1天半內得到解決。
而在2016年，BPJS Kesehatan的赤字超過6兆印尼盾。但在短短三年內，赤字激增至32兆。印尼政府因而發布一項政策，將每月保費提高80%至100%。有人認為此舉會給中低收入公民增加負擔。

## 精神健康
根據資料，印尼人口中有11%罹患精神疾患，這類患者中，15歲或以上的人數超過1,900萬。據估計，印尼患有精神疾患者的相關費用佔印尼整體疾病負擔的10.7%。印尼在管理精神健康這個區塊確實存在不容忽視的差距，而這種差距也凸顯整個東南亞所具有的差距。印尼最近一次在精神健康政策所做的修訂是在2001年。從那時起，印尼在各個方面都經歷巨大的變化。印尼經濟在過去10年中穩步增長。而在健康方面，印尼爆發過多次禽流感疫情，感染到這種病毒的印尼人病例數量為世界第一。而又有2004年印度洋大地震導致的海嘯悲劇。從2001年以來，這些事件顯著影響到印尼人的精神健康，因此需要更為新的政策以作應對。
印尼醫療保健總支出在當年佔GDP的2.36%，總支出中僅有不到1%用於精神健康。印尼的精神健康立法所遇到的問題與東南亞其他地區相同，但法律不夠完整和公平，所包含的條款既不夠完備，也不易執行。印尼在1966年曾有一獨立於一般醫療保健法之外的精神健康立法，遠優於東南亞其他國家，但這項立法於1993年遭到廢除，相關管理被納入一般的醫療保健法之內。精神健康在現有醫療保健法中僅有四則條款。而條文過於寬廣，造成應用和實施的困難。法案中第26條規定，幾乎任何人都可要求有精神疾患者接受治療以及入院，但未提及須經患者本人的同意。第26條規定給人一種印象，即有精神疾患的人通常被認為會對社區具有危險性，而需強迫接受治療。 這種情況產生與精神疾患相關的污名。此外，法案中第27條規定，政府將頒布總統令，對精神健康進行規範和管理，但迄今尚未採取任何行動。
精神健康照護的取得和品質也存在問題。多數初級照護人員未接受在職訓練。世界衛生組織（WHO） 在2011年發表的報告中稱，在2006年至2011年間，印尼大多數初級照護的醫生及護理人員均未接受過此類訓練。印尼每500萬人只有1家精神醫院，而每1,000萬人只分配到1名精神科醫師。除精神科醫師的數量不足外，醫師在國內的分佈也極為不均。直到2011年，印尼農村地區並無精神科醫師。全國一半的這類醫師集中在首都雅加達，其餘的則集中在日惹和該國第二大城市泗水。這情況為尋求協助的精神健康的患者產生障礙。

## 相關圖片

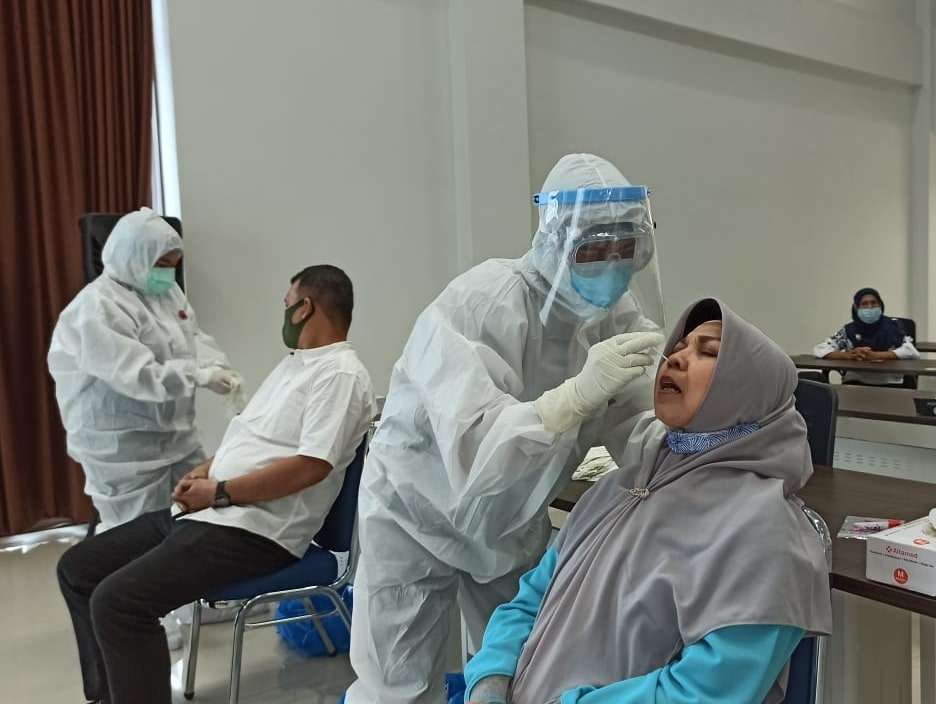
醫護人員為人們採取鼻腔黏膜樣本，以檢測是否有2019冠状病毒病抗體（西爪哇省巴塘）。
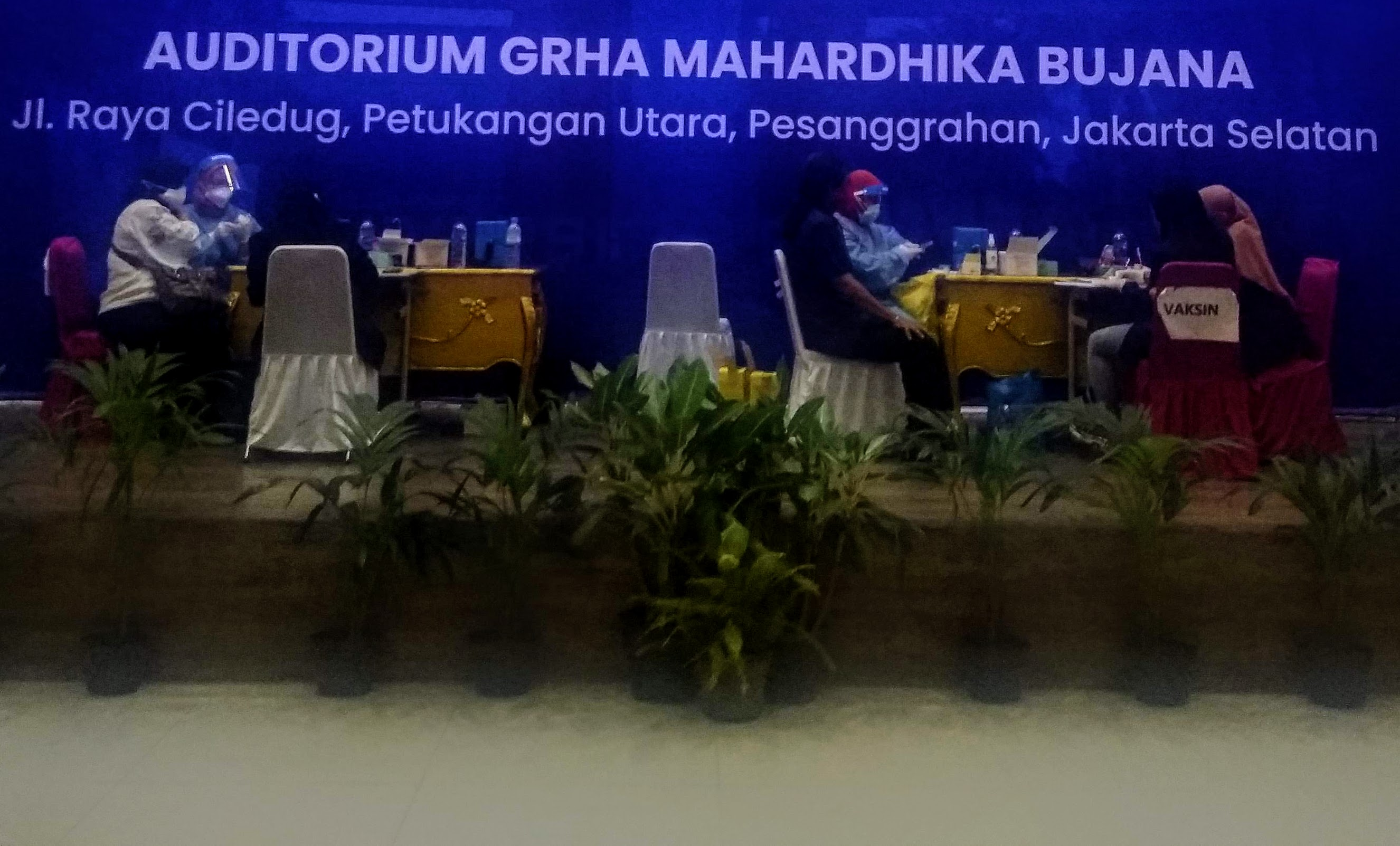
為民眾注射2019冠狀病毒病疫苗（南雅加達行政市）。
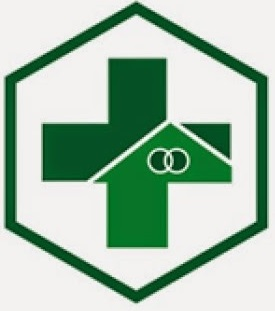
印尼社會衛生中心標誌（2014年引進） 。
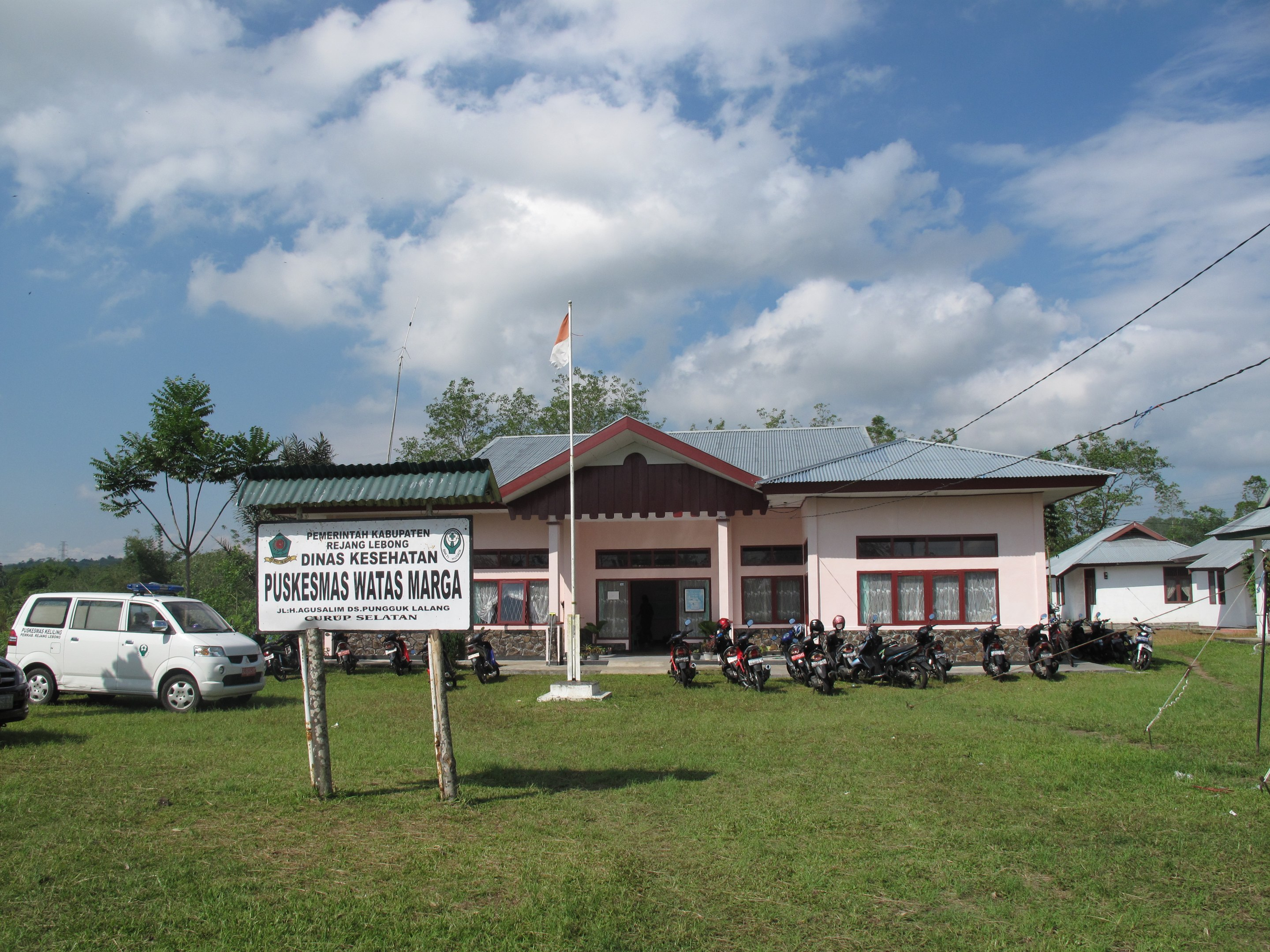
在蘇門答臘島明古魯的社會衛生中心。
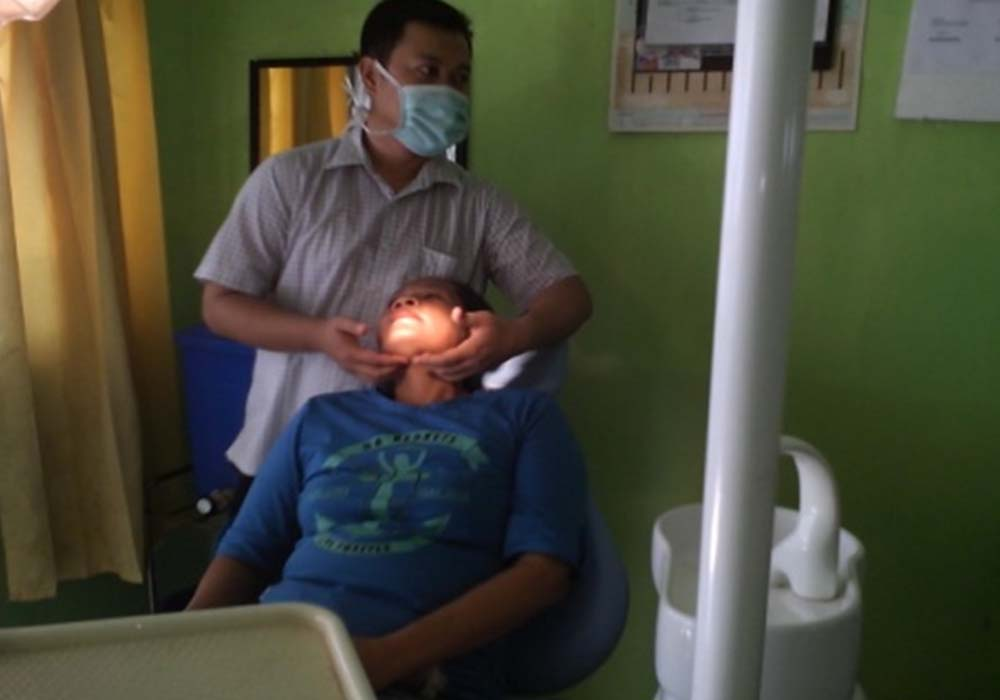
在楠榜省首府班達楠榜社會衛生中心的牙科服務。